# تيريزا إيمي
تيريزا إيمي (بالإسبانية: Teresa Amy)‏ (15 أكتوبر 1950، مونتفيدو في الأوروغواي - 30 يناير 2017، مونتفيدو في الأوروغواي)؛ مترجمة، مُدرسة، كاتِبة وشاعرة .